# Melissodes tepaneca
Melissodes tepaneca es una especie de abeja del género Melissodes, tribu Eucerini, familia Apidae. Fue descrita científicamente por Cresson en 1878.

## Descripción
Los machos miden 9,5-11 milímetros de longitud y las hembras 12-13 milímetros.

## Distribución
Se distribuye por América.